# Katastrofa lotu Garuda Indonesia 865

Seat map of Garuda Indonesia Flight 865 (The passengers in 34K, 35K, and 35J died)

Katastrofa lotu Garuda Indonesia 865 – wydarzyła się 13 czerwca 1996. MC Donnell Douglas DC-10-30, lecący z Fukuoki do Denpasar, rozbił się na pasie startowym na lotnisku w Fukuoce. Zginęły trzy osoby. Przyczyną katastrofy była awaria trzeciego silnika.